# Joan Vehí i Serinyana
Joan Vehí i Serinyana   (Cadaqués, 30 de maig de 1929 - 4 de maig de 2020) fou un fuster i fotògraf català, conegut pel seu arxiu de més de 100.000 fotografies, 600 càmeres fotogràfiques i 600 plaques de vidre fotogràfic sobre Cadaqués i Salvador Dalí. Va ser dues vegades regidor de Cadaqués, va impulsar el centre d'iniciatives turístiques i va presidir 17 anys l'associació de vela llatina. Va ser una de les poques persones que van captar amb la seva càmera la intimitat de Salvador Dalí a qui va conèixer el 1952 i per qui va començar a treballar com a fuster fent els bastiments dels seus quadres, sovint molt grans, i els mobles de casa seva per després fer de fotògraf quan faltaven els oficials Robert Descharnes o Melitó Casals «Meli». Va dissenyar la cadira de sis peus per a Dalí, una cadira de balca, gairebé de joguina, concebuda per afavorir la reclinació. Des del 2014 el fons i arxiu de Joan Vehí es gestionat per la Fundació Joan Vehí, amb la col·laboració de l'Ajuntament de Cadaqués i la Diputació de Girona. Va morir el 4 de maig de 2020 als 90 anys.